# Dasypsyllus cteniopus
Dasypsyllus cteniopus är en loppart som först beskrevs av Jordan et Rothschild 1920.  Dasypsyllus cteniopus ingår i släktet Dasypsyllus och familjen fågelloppor. Inga underarter finns listade i Catalogue of Life.